# TODAY (アンジェラ・アキのアルバム)
『TODAY』（トゥデイ）は、2007年9月19日にエピックレコードジャパンから発売された日本のシンガーソングライター、アンジェラ・アキのメジャー2枚目のアルバム。

## 概要
作品のキャッチコピーは『あなたは、「今日（いま）」を生きていますか?』。
前作『Home』の発売から、史上初の弾き語りによる日本武道館公演や『第57回NHK紅白歌合戦』への出場、『サクラ色』『孤独のカケラ』『たしかに』の3枚のシングルの発売などを経て発表される、自身にとって日本のメジャー流通としては2枚目となるフルアルバムである。前作からおよそ1年3か月ぶりに発表され、前作発売時はおよそ半年間ライブツアーに専念するためにCD発売を控えていたが、本作ではツアーを並行した上で発売にこぎつけている。
『Home』の発売時点からアンジェラ自身「『Home』はデビューまでの10年間を総括したアルバムである」としており、彼女にとって『Home』という作品は当時のベスト・アルバムとほぼ同等であるといった趣旨の発言がラジオや雑誌のインタビューなどでも目立っていた。そして、「2007年中に2枚目を出す」と各地で公言しており「2枚目のアルバムは『現在の視点』での作品」を制作することも強調している。このような経緯で制作された作品であるために、発売直前の8月初旬ごろまで録音作業等が行われており、前作のセッションが終了した直後の作品から発売前のものまで含まれており、楽曲制作時期にはややばらつきがある。
本作はツアー継続中の録音作品ということもあり、間隔をなるべく開けずにシングル発売をするためシングルの殆んどにカップリング曲は収録されず、既に製作された楽曲のリメイクやバージョン違いが多数を占めた。このこともあって、本作にカップリングとしては前作同様1曲（本作では「On & On」が収録）が収録され、シングル収録表題曲バージョン違いはアルバムのコンセプトから外れることから全て未収録。マスタリングなど細部の変更が加えられている。
本作における新たな試みとして、アルバム曲は全てセルフプロデュースである点が挙げられる。とはいえ、当の本人はあまり「初」という感覚はなく、表記としての責任は必要といったものであったらしい。
本作は公式や本人からの発表がある1か月以上も前からアルバム・タイトルや収録曲の一部、さらに発売日や品番までもがSNSコミュニティサイトや掲示板等のネット上に流出していた。その反省からか、次作『ANSWER』は発売発表とほぼ同時に収録曲を発表した。
オリコン週間チャートでは全作品を通して初の1位獲得であり、自身はブログで「30代最初の年に最高のバースデープレゼントをもらった」と語っている。この作品発売からおよそ1か月後、前年に続く弾き語り武道館ライブがクリスマスに行われることが発表された。

## リリース
- 本作はDVD付初回限定盤[1]と通常盤[2]の2形態で発売。
- DVDにはミュージック・ビデオ、ライブ映像、メイキング映像を収録。

## 収録曲
一部の楽曲はシングルの項目で解説しているために簡素に示す。

### Disc 1　CD
作詞・作曲：アンジェラ・アキ
1. サクラ色
  - 編曲：亀田誠治

ソニー『Cyber-shot Tシリーズ』CMソング、および5thシングル。発売は2007年に入ってからで2007年の第一弾シングルとなった作品であるが、制作開始は2006年10月頃からである。アンジェラ曰く本作においては『Home』から『TODAY』へ渡る橋となる楽曲であるとのこと。
2. Again
  - 編曲：アンジェラ・アキ　河野伸

フジテレビ系情報番組『めざましテレビ』30代目テーマソング。同番組の2007年のテーマである『Re:』を主題にして作られ、タイトルの「もう一度」という意味同様に「Restart（再出発）」といった意味が込められている。本作の中では比較的早い時期に存在が明かされると同時に最も長期的に使用されたタイアップ楽曲である。楽曲そのものが公開されたのは「孤独のカケラ」よりも1か月以上先行しており、番組の公式ページでもスタジオバージョンの一部が試聴可能な状態であったがCD化の予定はなく、本作によって初めてフルバージョンでCD音源化された。なお、同曲はアルバム発売の丁度1か月前の8月20日に、配信限定シングルとしてCD音源化に先立って先行配信された。
ツアー開始前に制作された楽曲の為に暫くライブ披露を見送る予定であったが、番組のテーマソングとしてオンエアが始まると公式ページをはじめとして「「Again」をライブで聴きたい」というリクエストが殺到し、急遽セットリストを変更している。完成時には真っ先に番組内での弾き語りライブを行ったが、その際にその場にいた女性アナウンサー全員を涙させている。MVも制作され、Yahoo!ミュージックはデジタル配信開始日から配信された。このMVはカンカン照りの猛暑という雨女アンジェラとしては珍しく天気に恵まれた撮影であったという。
3. TODAY
  - 編曲：アンジェラ・アキ

本作のタイトル楽曲。既にシングル『心の戦士』でスマッシング・パンプキンズの同名楽曲をカヴァーしているが、本作に収録されるものはこれとは別に制作されたオリジナル曲であり、前者とは全く異なるバンドサウンド中心の楽曲である。本人曰く、『TODAY』＝現実であり、アルバムのコンセプトを考えた時に核となる曲の位置付けとして制作された。なお、アルバム収録曲の中では最後に制作された楽曲であるが、これはアルバム制作中に、『TODAY』というテーマを象徴する楽曲が欲しいと考えたためである。
4. 愛のうた
  - 編曲：アンジェラ・アキ

本人は本作＝現実を表現しているため、歌詞の内容もリアルさを追求したという。この曲にはコーラスクレジットに「妹」との記載があり、アンジェラの妹が参加しているようである。
5. たしかに
  - 編曲：亀田誠治

au LISMO CMキャンペーンソング、および7thシングル。
6. Silent Girl
  - 編曲：アンジェラ・アキ

本人曰く、悲しい出来事が重なると人間はその悲しみから抜け出せなくなる（所謂ネガティブ・スパイラル）が、大切なのはそれに気付き受け入れることで抜け出そうという、一種のメッセージソングである。また、本作で唯一の完全弾き語りの楽曲であり、アンジェラのピアノと声以外の楽器は使われていない。
7. モラルの葬式
  - 編曲：アンジェラ・アキ　阿部尚徳

タイトルに「葬式」と入れたのはイントロに葬式をイメージしたため。
8. 乙女心
  - 編曲：アンジェラ・アキ

24歳の時に書いた曲で、その時なりの乙女心を書き上げたが、今回本作に収録するために新たに歌詞を書き直し、現在の乙女心を加味したという。この作品にもアンジェラの妹がコーラス参加している。
9. One Melody
  - 編曲：アンジェラ・アキ
10. 友のしるし
  - 編曲：アンジェラ・アキ

恋愛をテーマにした楽曲が多い中、友情をテーマに制作された。コーラスには自身の友人である、シンガーソングライターのRyokoとギタリストの荏原健太を迎えている。
11. 孤独のカケラ
  - 編曲：亀田誠治

TBS系ドラマ『孤独の賭け〜愛しき人よ〜』主題歌、NHK『サラリーマンNEO』内コーナー「angel A」挿入歌、および6thシングル。自身にとって初のドラマ主題歌。ドラマ制作者サイドからも太鼓判を押された作品である。
12. On & On
  - 編曲：亀田誠治

全国東宝系公開映画『犬神家の一族』イメージソング、および5thシングル『サクラ色』収録曲。本作の中では最も制作時期が古く、既にアルバム『Home』発売後には制作が開始されて、『サクラ色』発売よりも前に配信限定発売されていた。
13. Surrender
  - 編曲：アンジェラ・アキ

親友とその子どもに向けて書いた曲。本作唯一の英語詞楽曲であり、この作品では以前から要望の高かった英語の訳詞が載せられている。

### Disc 2　初回限定盤DVD
1. サクラ色 ミュージック・ビデオ
2. 孤独のカケラ- special ver.- ミュージック・ビデオ
3. たしかに ミュージック・ビデオ
4. Again（ライブ 2007.4.30 in NHKホール）
5. サクラ色（ライブ 2007.4.30 in NHKホール）
6. 孤独のカケラ（ライブ 2007.4.30 in NHKホール）
7. サクラ色 メイキング映像
8. 孤独のカケラ -special ver.- メイキング映像
9. たしかに メイキング映像

## 演奏
サクラ色
- アンジェラ・アキ：Vocal, Backing Vocals, Piano
- 村石雅行：Drums
- 亀田誠治：Bass
- 石成正人：Acoustic Guitar, Electric Guitar
- 金原千恵子ストリングス：Strings

Again 
- アンジェラ・アキ：Vocal, Backing Vocals, Piano
- 木村万作：Drums
- 種子田健：Bass
- 石成正人：Acoustic Guitar, Electric Guitar
- 金原千恵子ストリングス：Strings
- 河野伸：Synthesizer Operation

TODAY 
- アンジェラ・アキ：Vocal, Backing Vocals, Piano, Tambourine
- 村石雅行：Drums
- 沖山優司：Bass
- 西川進：Electric Guitar
- 妹：Backing Vocals

愛のうた
- アンジェラ・アキ：Vocal, Backing Vocals, Piano
- 村石雅行：Drums
- 渡辺等：Upright Bass
- 斎藤ネコ：Concert Master
- グレート栄田ストリングス：Strings
- chibi, Ryoko, 未弥, 妹：Backing Vocals
- ホッピー神山：Strings & Horn Arrangement

たしかに
- アンジェラ・アキ：Vocal, Backing Vocals, Piano
- 村石雅行：Drums
- 亀田誠治：Bass
- 西川進：Electric Guitar
- 金原千恵子ストリングス：Strings
- 飯田高広：Synthesizer Operation

Silent Girl 
- アンジェラ・アキ：Vocal, Piano

モラルの葬式
- アンジェラ・アキ：Vocal, Backing Vocals, Piano
- 村石雅行：Drums
- 沖山優司：Bass
- 西川進：Electric Guitar
- グレート栄田ストリングス：Strings
- 阿部尚徳：Synthesizer Operation
- 斎藤ネコ：Concert Master
- 竹野昌邦：Flute, Clarinet
- 庄司さとし：Oboe
- ホッピー神山：Strings & Woodwinds Arrangement

乙女心
- アンジェラ・アキ：Vocal, Backing Vocals, Piano
- 村石雅行：Drums
- 沖山優司：Bass
- 西川進：Electric Guitar
- 妹：Backing Vocals

One Melody 
- アンジェラ・アキ：Vocal, Backing Vocals, Piano
- 村石雅行：Drums
- 沖山優司：Bass
- 西川進：Acoustic Guitar, Electric Guitar

友のしるし
- アンジェラ・アキ：Vocal, Backing Vocals, Piano
- 村石雅行：Drums
- 渡辺等：Upright Bass
- 荏原健太, Ryoko：Backing Vocals

孤独のカケラ
- アンジェラ・アキ：Vocal, Backing Vocals, Piano
- 村石雅行：Drums
- 亀田誠治：Bass
- 西川進：Acoustic Guitar, Electric Guitar
- 金原千恵子ストリングス：Strings
- 藤田乙比古、萩原顕彰：Horn
- 飯田高広：Synthesizer Operation

On & On
- アンジェラ・アキ：Vocal, Backing Vocals, Piano
- 村石雅行：Drums
- 亀田誠治：Bass
- 西川進：Acoustic Guitar, Electric Guitar

Surrender 
- アンジェラ・アキ：Vocal, Piano
- 斎藤ネコ：1st Violin
- グレート栄田：2nd Violin
- 山田雄司：Viola
- 藤森亮一：Cello
- ホッピー神山：Strings Arrangement